# Nathalie Etzensperger
Nathalie Etzensperger-Nanzer (geborene Nanzer, * 6. August 1968 in Gamsen) ist eine Schweizer Skibergsteigerin, Marathon- und Bergläuferin.
Etzensperger wuchs in ihrem Geburtsort auf und absolvierte die Ausbildung zur medizinischen Praxisassistentin und Laborantin. Mit dem Spitzensport begann sie im Alter von 24 Jahren. Sie ist verheiratet und Mutter dreier Kinder. Im Berglauf nahm sie unter anderem bei den Berglauf-Europameisterschaften 2006 teil. Sie ist Mitglied der Schweizer Nationalmannschaft Skitourenrennen.
Ihre Tochter Lindy Etzensperger ist Skirennfahrerin.

## Erfolge (Auswahl)

### Marathon
Etzensperger gewann 2004 den Zermatt-Marathon und hält seit 2005 den Streckenrekord beim Aletsch-Halbmarathon, den sie auch 2006 gewann.

### Skibergsteigen
- 2006:
  - 2. Platz bei der Weltmeisterschaft Skibergsteigen Staffel (mit Gabrielle Magnenat, Catherine Mabillard und Séverine Pont-Combe)
  - 7. Platz bei der Weltmeisterschaft Vertical Race

- 2007:
  - 3. Platz bei der Europameisterschaft Skibergsteigen Team mit Catherine Mabillard
  - 3. Platz bei der Europameisterschaft Skibergsteigen Staffel (mit Gabrielle Magnenat und Catherine Mabillard)
  - 3. Platz Europameisterschaft Skibergsteigen Kombinationswertung
  - 5. Platz bei der Europameisterschaft  Vertical Race
  - 5. Platz bei der Europameisterschaft Skibergsteigen Einzel

- 2008:
  - 1. Platz bei der Weltmeisterschaft Skibergsteigen Staffel (mit  Gabrielle Magnenat, Marie Troillet und Séverine Pont-Combe)
  - 1. Platz bei der Pierra Menta (zusammen mit Laëtitia Roux)
  - 2. Platz bei der Weltmeisterschaft Skibergsteigen Team mit Séverine Pont-Combe
  - 3. Platz bei der Weltmeisterschaft Vertical Race
  - 3. Platz Weltmeisterschaft Skibergsteigen Kombinationswertung
  - 3. Platz bei der Weltmeisterschaft Skibergsteigen Langdistanz
  - 4. Platz bei der Weltmeisterschaft Skibergsteigen Einzel

### Patrouille des Glaciers
- 2004: 5. Platz mit Lucia Näfen und Brigitte Wolf
- 2008: 1. Platz und neue Rekordzeit mit Gabrielle Magnenat und Séverine Pont-Combe